# تصنيف جاردن

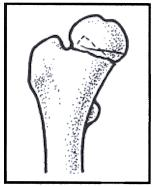
تصنيف جاردن من النوع الأول

تصنيف جاردن هو نظام لتصنيف كسور داخل المحفظة من عنق عظم الفخذ. غالبًا ما يعطل هذا الكسر تدفق الدم إلى رأس الفخذ.
وصف جراح العظام البريطاني روبرت سيمون جاردن نظام تصنيف هذا النوع من الكسور ويشار إليه بتصنيف جاردن ويتكون من أربع درجات:  

## التصنيف
| أنواع | وصف                                                        |
| ----- | ---------------------------------------------------------- |
| 1     | كسر مستقر غير كامل مع انحشار في تشوه الأروح                |
| 2     | كسر كامل ولكن غير مزاح مع مجموعتين من الترابيق في خط الكسر |
| 3     | نزوح جزئي مع تشوه الأفحج و اضطراب الترابيق الثلاثة.        |
| 4     | نازح تمامًا بدون اتصال بين شظايا الكسر                      |